# Gabriel de Avilés y del Fierro
 (octobre 2018).
Si vous disposez d'ouvrages ou d'articles de référence ou si vous connaissez des sites web de qualité traitant du thème abordé ici, merci de compléter l'article en donnant les références utiles à sa vérifiabilité et en les liant à la section « Notes et références ».
Gabriel de Avilés y del Fierro, né en 1735 à Barcelone et mort à Valparaíso en 1810, est un noble et un homme politique espagnol qui exerçce la fonction de Vice-roi du Río de la Plata de 1799 à 1801, puis de Vice-roi du Pérou de 1801 à 1806. 